# 리카르다 물테러
리카르다 물테러(독일어: Ricarda Multerer, 1990년 4월 5일 ~ )는 독일의 펜싱 선수로 주 종목은 에페이다. 2012년 하계 올림픽의 여자 에페 단체전에서 교체 요원으로 참가하였으나, 한 경기도 출전하지 못하였다.